# Raizeux
Raizeux település Franciaországban, Yvelines megyében. Lakosainak száma 990 fő (2022. január 1.). Raizeux Épernon, Hanches, Saint-Lucien, Hermeray és Saint-Hilarion községekkel határos.

## Népesség
A település népessége az elmúlt években az alábbi módon változott:
| Lakosok száma | 900  | 923  | 952  | 952  | 966  | 979  | 991  | 1011 | 990  |
|               | 2013 | 2015 | 2016 | 2017 | 2018 | 2019 | 2020 | 2021 | 2022 |